# Rule (chanson de Nas)
Ne doit pas être confondu avec Rule.
Singles de Nas
Oochie Wally Got Ur Self A...
Pistes de Stillmatic
The Flyest My Country
Rule est une chanson de Nas tirée de l'album Stillmatic. Ce titre, produit par Trackmasters, est le premier single de l'album.
On y retrouve en featuring la chanteuse Amerie.